# NGC 4156
NGC 4156 é uma galáxia espiral barrada (SBb) localizada na direcção da constelação de Canes Venatici. Possui uma declinação de +39° 28' 23" e uma ascensão recta de 12 horas, 10 minutos e 49,4 segundos.
A galáxia NGC 4156 foi descoberta em 17 de Março de 1787 por William Herschel.